# National Hockey League 1943/1944
National Hockey League 1943/1944 var den 27:e säsongen av NHL. 6 lag spelade 50 matcher i grundserien innan Stanley Cup inleddes den 21 mars 1944. Stanley Cup vanns av Montreal Canadiens som tog sin 5:e titel efter att ha förlorat totalt bara 6 matcher på hela säsongen. Finalsegern mot Chicago Black Hawks skrevs till 4-0 i matcher.
Montreal Canadiens blev första lag att göra tvåsiffrigt i en Stanley Cup-slutspelsmatch efter att ha besegrat Toronto Maple Leafs med 11-0 i en av semifinalmatcherna.
För första gången gjordes det över 200 mål under grundserien, vilket 4 av de 6 lagen gjorde denna säsong.
Dessutom släppte New York Rangers in över 300 mål under grundserien, vilket inget lag tidigare gjort.

## Grundserien
| Nr | Lag                 | S  | V  | O | F  | GM  | IM  | MS   | P  |
| -- | ------------------- | -- | -- | - | -- | --- | --- | ---- | -- |
| 1  | Montreal Canadiens  | 50 | 38 | 7 | 5  | 234 | 109 | +125 | 83 |
| 2  | Detroit Red Wings   | 50 | 26 | 6 | 18 | 214 | 177 | +37  | 58 |
| 3  | Toronto Maple Leafs | 50 | 23 | 4 | 23 | 214 | 174 | +40  | 50 |
| 4  | Chicago Black Hawks | 50 | 22 | 5 | 23 | 178 | 187 | −9   | 49 |
| 5  | Boston Bruins       | 50 | 19 | 5 | 26 | 223 | 268 | −45  | 43 |
| 6  | New York Rangers    | 50 | 6  | 5 | 39 | 162 | 310 | −148 | 17 |

## Poängligan 1943/1944
Not: SM = Spelade matcher, M = Mål, A = Assists, Pts = Poäng
| Spelare       | Lag                 | SM | M  | A  | Pts |
| ------------- | ------------------- | -- | -- | -- | --- |
| Herb Cain     | Boston Bruins       | 48 | 36 | 46 | 82  |
| Doug Bentley  | Chicago Black Hawks | 50 | 38 | 39 | 77  |
| Lorne Carr    | Toronto Maple Leafs | 50 | 36 | 38 | 74  |
| Carl Liscombe | Detroit Red Wings   | 50 | 36 | 37 | 73  |
| Elmer Lach    | Montreal Canadiens  | 48 | 24 | 48 | 72  |

## Slutspelet 1944
4 lag gjorde upp om Stanley Cup-pokalen, matchserierna avgjordes det i bäst av sju matcher.
Semifinaler
Montreal Canadiens vs. Toronto Maple Leafs
| Datum   | Hemma               | Mål | Borta               | Mål | Not |
| ------- | ------------------- | --- | ------------------- | --- | --- |
| 21 mars | Montreal Canadiens  | 1   | Toronto Maple Leafs | 3   |     |
| 23 mars | Montreal Canadiens  | 5   | Toronto Maple Leafs | 1   |     |
| 25 mars | Toronto Maple Leafs | 1   | Montreal Canadiens  | 2   |     |
| 28 mars | Toronto Maple Leafs | 1   | Montreal Canadiens  | 4   |     |
| 30 mars | Montreal Canadiens  | 11  | Toronto Maple Leafs | 0   |     |

Montreal Canadiens vann semifinalserien med 4-1 i matcher
Detroit Red Wings vs. Chicago Black Hawks
| Datum   | Hemma               | Mål | Borta               | Mål | Not |
| ------- | ------------------- | --- | ------------------- | --- | --- |
| 21 mars | Detroit Red Wings   | 1   | Chicago Black Hawks | 2   |     |
| 23 mars | Detroit Red Wings   | 4   | Chicago Black Hawks | 1   |     |
| 26 mars | Chicago Black Hawks | 2   | Detroit Red Wings   | 0   |     |
| 28 mars | Chicago Black Hawks | 7   | Detroit Red Wings   | 1   |     |
| 30 mars | Detroit Red Wings   | 2   | Chicago Black Hawks | 5   |     |

Chicago Black Hawks vann semifinalserien med 4-1 i matcher

## Stanley Cup-final
Montreal Canadiens vs. Chicago Black Hawks
| Datum    | Hemma               | Mål | Borta               | Mål | Spelplats                | Not     |
| -------- | ------------------- | --- | ------------------- | --- | ------------------------ | ------- |
| 4 april  | Montreal Canadiens  | 5   | Chicago Black Hawks | 1   | Montreal Forum, Montreal |         |
| 6 april  | Chicago Black Hawks | 1   | Montreal Canadiens  | 3   | Chicago Stadium, Chicago |         |
| 9 april  | Chicago Black Hawks | 2   | Montreal Canadiens  | 3   | Chicago Stadium, Chicago |         |
| 13 april | Montreal Canadiens  | 5   | Chicago Black Hawks | 4   | Montreal Forum, Montreal | SD 9,12 |

Montreal Canadiens vann finalserien med 4-0 i matcher

## NHL awards
| 1943–44 NHL awards         | 1943–44 NHL awards                       |
| -------------------------- | ---------------------------------------- |
| O'Brien Trophy:            | Chicago Black Hawks                      |
| Prince of Wales Trophy     | Montreal Canadiens                       |
| Calder Memorial Trophy:    | August 'Gus' Bodnar, Toronto Maple Leafs |
| Hart Memorial Trophy:      | Babe Pratt, Toronto Maple Leafs          |
| Lady Byng Memorial Trophy: | Clint Smith, Chicago Black Hawks         |
| Vezina Trophy:             | Bill Durnan, Montreal Canadiens          |

## All-Star
| Första                            | Position | Andra                               |
| --------------------------------- | -------- | ----------------------------------- |
| Bill Durnan, Montreal Canadiens   | M        | Paul Bibeault, Toronto Maple Leafs  |
| Earl Seibert, Chicago Black Hawks | B        | Butch Bouchard, Montreal Canadiens  |
| Babe Pratt, Toronto Maple Leafs   | B        | Dit Clapper, Boston Bruins          |
| Bill Cowley, Boston Bruins        | C        | Elmer Lach, Montreal Canadiens      |
| Lorne Carr, Toronto Maple Leafs   | HF       | Maurice Richard, Montreal Canadiens |
| Doug Bentley, Chicago Black Hawks | VF       | Herb Cain, Boston Bruins            |
| Dick Irvin, Montreal Canadiens    | Tränare  | Hap Day, Toronto Maple Leafs        |